# Torak, Žitište
Torak (izvirno srbsko Торак; madžarsko Bégatárnok) je naselje v Srbiji, ki upravno spada pod Občino Žitište; slednja pa je del Srednjebanatskega upravnega okraja.

## Demografija
V naselju živi 2281 polnoletnih prebivalcev, pri čemer je njihova povprečna starost 43,0 let (40,5 pri moških in 45,3 pri ženskah). Naselje ima 1016 gospodinjstev, pri čemer je povprečno število članov na gospodinjstvo 2,80.
|  |

| Demografija | Demografija     | Demografija     |
| Leto        | Št. prebivalcev | Št. prebivalcev |
| ----------- | --------------- | --------------- |
|             |                 |                 |
|             |                 |                 |
|             |                 |                 |
|             |                 |                 |
| 1948        | 4945            |                 |
| 1953        | 5012            |                 |
| 1961        | 5198            |                 |
| 1971        | 4817            |                 |
| 1981        | 4289            |                 |
| 1991        | 3700            | 3250            |
| 2002        | 3238            | 2850            |
|             |                 |                 |

| Etnična sestava po popisu iz leta 2002 | Etnična sestava po popisu iz leta 2002 | Etnična sestava po popisu iz leta 2002 | Etnična sestava po popisu iz leta 2002 | Etnična sestava po popisu iz leta 2002 |
| -------------------------------------- | -------------------------------------- | -------------------------------------- | -------------------------------------- | -------------------------------------- |
| Romuni                                 | Romuni                                 |                                        | 1.780                                  | 62,45%                                 |
| Srbi                                   | Srbi                                   |                                        | 569                                    | 19,96%                                 |
| Romi                                   | Romi                                   |                                        | 203                                    | 7,12%                                  |
| Madžari                                | Madžari                                |                                        | 89                                     | 3,12%                                  |
| Jugoslovani                            | Jugoslovani                            |                                        | 83                                     | 2,91%                                  |
| Muslimani                              | Muslimani                              |                                        | 8                                      | 0,28%                                  |
| Hrvati                                 | Hrvati                                 |                                        | 3                                      | 0,10%                                  |
| Slovaki                                | Slovaki                                |                                        | 2                                      | 0,07%                                  |
| Bolgari                                | Bolgari                                |                                        | 2                                      | 0,07%                                  |
| Nemci                                  | Nemci                                  |                                        | 1                                      | 0,03%                                  |
| Makedonci                              | Makedonci                              |                                        | 1                                      | 0,03%                                  |
| Neznano                                | Neznano                                |                                        | 1                                      | 0,03%                                  |